# Карликовые государства и Европейский союз

Карликовые государства Европы

В Европе существует несколько карликовых государств. Из-за своего размера, зачастую, они тесно связаны с другими крупными странами. На данный момент, европейские карликовые государства имеют тесные связи с Европейским союзом.
Они находятся за пределами Европейского союза, некоторые из-за высокой цены членства или других причин. Одно карликовое европейское государство — Мальта, а также небольшое государство Люксембург, являются полноправными членами ЕС. Исландия, которую также можно назвать карликовым государством из-за маленькой численности населения, входит в Европейскую экономическую зону, но вступать в ЕС не планирует.

## Андорра
Андорра с 1991 года входит в таможенный союз с ЕС, хотя и не является таможенной территорией ЕС для производства сельского хозяйства. Андорра сохраняет таможенный контроль, оставаясь за пределами Шенгенской зоны, однако граждане имеющие шенгенскую визу обычно могут беспрепятственно попасть на её территорию.
Андорра — единственное карликовое государство, использовавшее в качестве денежного средства евро без официальной договорённости с ЕС. Это произошло из-за того, что в Андорре до введения в обращение евро не было собственной денежной единицы, а использовался французский франк и испанская песета. Андорра длительное время вела переговоры с Евросоюзом о заключении соглашения, позволяющего чеканить собственные монеты евро, какого-либо результата не достигавшие из-за проблем в банковских правилах, которые Андорра должна была применить. 30 июня 2011 года это соглашение было подписано, с планом начала выпуска монет с 1 июля 2013 года, однако этот срок был вновь отодвинут из-за проблем с законодательством Андорры. По новым планам выпуск монет начнётся 1 января 2014 года.
Правительство заявило, что «на данный момент нет необходимости в вхождении в ЕС». Тем не менее, оппозиционная Социал-демократическая партия Андорры выступает за вхождение в Европейский союз.

## Лихтенштейн
Лихтенштейн — единственное карликовое государство (за исключением Исландии), которое входит в состав Европейской экономической зоны (с 1 мая 1995), таким образом являясь частью единого рынка ЕС с частичным применением законов Евросоюза; также является государством — членом Европейской ассоциации свободной торговли. В связи с тем, что Швейцария вступила в Шенгенскую зону и имеет открытые границы с Лихтенштейном, Лихтенштейн также подписал Шенгенское соглашение.
Однако, Лихтенштейн не использует евро, а использует в качестве валюты швейцарский франк.

## Монако
Монако на данный момент уже применяет часть политических принципов ЕС через специальные отношения со страной-членом ЕС — Францией. Монако — полноправный член Европейского таможенного союза и зоны НДС, применяя большинство из принципов ЕС, касающихся НДС и акцизных обязательств. Монако — де-факто член Шенгенской зоны (её границы и таможенная территория считаются частью Франции) и Еврозоны (чеканятся собственные монеты евро). Ранее валюта Монако (монегасский франк) была привязана ко французскому франку по курсу 1:1.

## Сан-Марино
В 1991 году было заключено соглашение между Сан-Марино, Италией и Евросоюзом, которое обязало Сан-Марино выполнять предписания Комиссии ЕС. В 2004 году в Брюсселе было заключено соглашение (вступило в силу с 1 июля 2005 года), которое предусматривает обмен информацией при подозрении в уклонении от уплаты налогов.
Сан-Марино имеет открытую границу (хотя и не входит в шенгенское соглашение) и таможенный союз (с 2002 года, включая сельское хозяйство) с ЕС. Также Сан-Марино использует евро и ему разрешено чеканить собственные монеты. Левая оппозиция выступает за вхождение Сан-Марино в состав ЕС, чему противодействует правящая Христианско-демократическая партия.
20 октября 2013 года в Сан-Марино прошёл Референдум о присоединении к ЕС.

## Ватикан
Ватикан — наименьшее по территории государство в мире. Будучи теократической монархией, он не может присоединяться к ЕС, хотя и является «сердцем» Рима, столицы страны-члена Италии. Ватикан имеет открытые границы с Италией и намерения войти в Шенгенскую информационную систему.
Ватикан официально чеканит собственные монеты евро. Так как он является самой маленькой страной чеканящей монеты евро, они могут встречаться редко.

## Соотношение законов
Эта таблица показывает части законодательства ЕС, которое применяют карликовые государства.
| Государство | Государство | Применение законодательства ЕС | Применение законодательства в местных судах | ЕВРАТОМ | Гражданство ЕС | Выборы в ЕС | Шенгенское соглашение | Зона НДС ЕС | Таможенный союз ЕС | ЕЭЗ      | Еврозона |
| ----------- | ----------- | ------------------------------ | ------------------------------------------- | ------- | -------------- | ----------- | --------------------- | ----------- | ------------------ | -------- | -------- |
| Андорра     | Андорра     | Минимально                     | Неизвестно                                  | Нет     | Нет            | Нет         | Нет                   | Нет         | Частично           | Нет      | Да       |
| Лихтенштейн | Лихтенштейн | Частично                       | Неизвестно                                  | Нет     | Нет            | Нет         | Да                    | Нет         | Нет                | Да       | Нет, CHF |
| Монако      | Монако      | С исключениями                 | Неизвестно                                  | Нет     | Нет            | Нет         | Да                    | Да          | Да                 | Частично | Да       |
| Сан-Марино  | Сан-Марино  | Минимально                     | Неизвестно                                  | Нет     | Нет            | Нет         | Нет                   | Частично    | Частично           | Нет      | Да       |
| Ватикан     | Ватикан     | Нет                            | Нет                                         | Нет     | Нет            | Нет         | Нет                   | Нет         | Нет                | Нет      | Да       |

## Комментарии
1. ↑  В терминологии ООН и Всемирного банка карликовыми считаются государства, население которых не превышает 1 млн человек.
2. 1 2  Таможенный союз с некоторыми исключениями.
3. 1 2 3 4  Через соглашение с Францией
4. ↑  Although not formally part of the Schengen area, has an open border with Italy (although some random checks are made by Carabinieri, Polizia di San Marino and Guardia di Finanza).
5. 1 2 3  Через соглашение с Италией
6. ↑  part of the excise territory only and not of the VAT territory Архивная копия от 18 декабря 2008 на Wayback Machine
7. ↑  Has an open border with Italy and has shown an interest in joining the agreement formally for closer cooperation in information sharing and similar activities covered by the Schengen Information System